# Rio Sono
Rio Sono is een gemeente in de Braziliaanse deelstaat Tocantins. De gemeente telt 6.366 inwoners (schatting 2009).